# Bullet
Bullet（バレット）は、Erwin Coumansらによって開発されたオープンソースの物理演算エンジンである。ライセンスはzlib Licenseが適用されている。
なお、開発者のErwin Coumansは、以前Havokに務めており、2003年から2010年までソニー・コンピュータエンタテインメントで勤務したが、その後AMDに移った。2019年7月現在はGoogleで働いている。

## 特長
剛体（リジッドボディ）から軟体（ソフトボディ）までのシミュレーションを、離散的ないしは連続的に実行できる。剛体の形状として、球体・ボックス・円柱・円錐・GJK（Gilbert–Johnson–Keerthi distance algorithm）・非凸形状・三角形メッシュを使用できる。布やロープといった変形可能な物体を、軟体として扱える。剛体から軟体に対して、シミュレーション実行時に拘束や動力を設定することができる。
Maya、Softimage、Houdini、CINEMA 4D、LightWave 3D、Blender、COLLADA 1.4へのプラグイン機能を備える。
PlayStation 3のCellプロセッサや、CUDAもしくはOpenCLを用いたGPUへの最適化オプションを使用できる。
Bullet 2.81にて、iOSおよびmacOS用のSIMD/NEONによる最適化に対応している。
2013年11月に開かれたAMD Developer Summit (APU) で、作者のErwin Coumansは、Bullet 3.x OpenCLによる剛体シミュレーションを発表した 。
公式サイトに開発者向けのフォーラム・Physics Simulation Forumが開設されている。

## 採用プロジェクト
- コンシューマーゲーム（コンソールゲーム）
  - en:Toy Story 3: The Video Game [9]
  - グランド・セフト・オートIV、グランド・セフト・オートV、レッド・デッド・リデンプション - Rockstar Gamesのゲーム
- アダルトゲーム
  - らぶデス555! - TEATIMEのアダルトゲーム
  - カスタムメイド3D - Kissのアダルトゲーム
  - ジンコウガクエン - ILLUSIONのアダルトゲーム
  - 放課後かすたむ☆たいむ - TEATIMEのアダルトゲーム
- オーサリングツール
  - MikuMikuDance - フリーの3D動画制作ソフト